# Carl-Oskar Bohlin

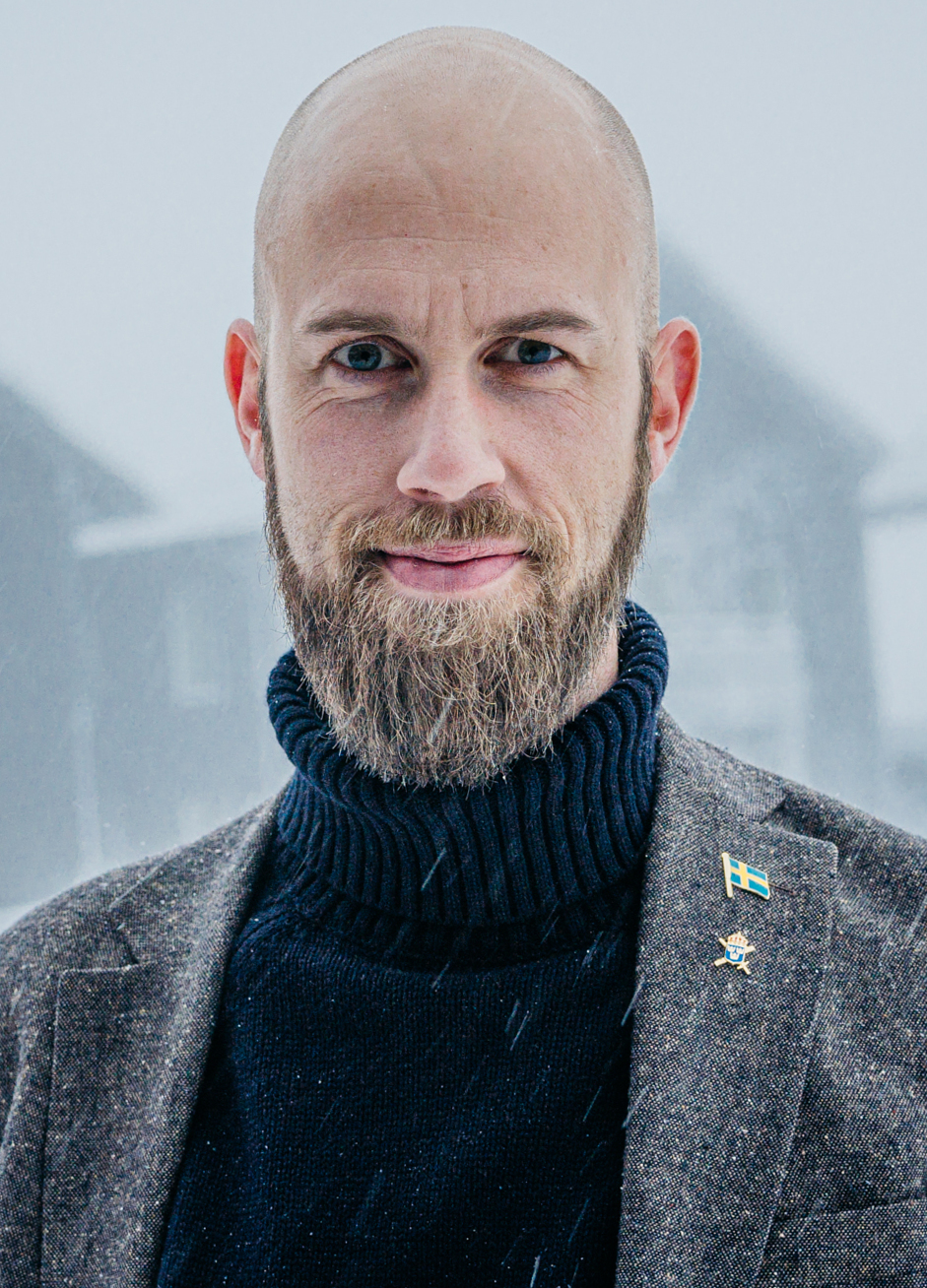
Carl-Oskar Bohlin (2023)

Carl-Oskar Bohlin (* 8. Januar 1986 in Borlänge, Kopparbergs län) ist ein schwedischer Politiker der Moderaten Sammlungspartei (Moderata samlingspartiet), der von 2010 bis 2022 Mitglied des Reichstages war und seit dem 18. Oktober 2022 Minister für Zivilverteidigung in der Regierung Kristersson ist.

## Leben
Carl-Oskar Bohlin absolvierte den sozialwissenschaftlichen Zweig der Obersekundarschule und absolvierte von 2007 bis 2012 ein Studium der Rechtswissenschaften an der Universität Uppsala, welches er jedoch nicht abschloss. Bei der Wahl vom 19. September 2010 wurde er für die Moderate Sammlungspartei (Moderata samlingspartiet) im Wahlkreis 46 Dalarnas län erstmals zum Mitglied des Reichstages gewählt und wurde bei den darauf folgenden Wahlen am 14. September 2014, 9. September 2018 und 11. September 2022 jeweils wiedergewählt. Bei der Europawahl am 25. Mai  2014 bewarb er sich ohne Erfolg für ein Mandat im Europaparlament. Er war während seiner Parlamentszugehörigkeit Mitglied zahlreicher Ausschüsse und zuletzt zwischen 2019 und 2022 Vorsitzender des Ernährungsausschusses sowie stellvertretender Vorsitzender der Delegation der Gemeinsamen Parlamentarischen Kontrollgruppe für Europol.
Am 18. Oktober 2022 wurde Bohlin Minister für Zivilverteidigung im Verteidigungsministerium (Minister för civilt försvar och Statsråd i Försvarsdepartementet) in der Regierung Kristersson und ist damit zuständig für die Bereiche zivile Notfallplanung sowie Zivilschutz.